# Tchati-Bali
Tchatibali est une commune du Cameroun située dans la région de l'Extrême-Nord et le département du Mayo-Danay, à proximité de la frontière avec le Tchad.

## Population
Lors du recensement de 2005, la commune comptait 32 063 habitants, dont 7 482 pour Tchatibali Ville.

## Structure administrative de la commune
Outre Tchatibali proprement dit, la commune comprend notamment les localités suivantes :
- Baïga
- Bindiriyel
- Dangba
- Danglao
- Douayé
- Doudoula
- Gané
- Goua
- Gouna
- Kada'a
- Mandikerleké
- Mandjakma
- Saouringwa
- Werféo
- Wibiwa
- Yondigui